# Pieter de Smeth
Pieter baron de Smeth (Amsterdam, 25 juni 1753 - De Bilt, 7 september 1809) was een telg uit een Nederlands adellijk geslacht.
Hij was een zoon van Theodorus de Smeth (1710-1772) en Agatha Alewijn (1721-1801). Zijn vader werd in 1772 in de Russische adelstand verheven.

In 1774 trouwde De Smeth met Machtelina Christina Bregitta Warin, die amper vier maanden na hun huwelijk overleed. In 1777 hertrouwde hij met Sara Maria Graafland, dochter van Joan Graafland. Uit dit huwelijk werden twee dochters en de erfopvolger, Theodorus Pieter, geboren. De Smeth en zijn eerste echtgenote werden begraven in de familiegrafkapel te Alphen aan den Rijn.
De Smeth was koopman en bankier te Amsterdam in het familiebedrijf Firma Raymond en Theodoor de Smeth en Co. en was tevens commissaris (1775) en schepen (1781) te Amsterdam. Hij was directeur van de Moscovischen Handel in 1782 en proost archidiacon van het Domkapittel te Utrecht. In de Franse Tijd was hij buitengewoon Staatsraad van koning Lodewijk Napoleon.
De Smeth bezat de landgoederen Beerschoten en Vollenhoven te De Bilt.
Hij erfde in 1801 de ambachtsheerlijkheid Alphen en Rietveld van zijn moeder. De heerlijkheden Deurne en Liessel, die zijn moeder ook bezat, vererfden met de onroerende bezittingen in Deurne op de zoon van Pieters overleden broer Dirck.
- Gemeinsame Normdatei: 1156407281
- International Standard Name Identifier: 0000 0003 9350 2909
- Nederlandse Thesaurus van Auteursnamen: 073276286
- RKD-Nederlands Instituut voor Kunstgeschiedenis: 435442
- Virtual International Authority File: 287812745
- WorldCat: E39PBJjdcYYXhFPfVkdYwk3WjC